# Mora (Nowy Meksyk)
Mora – jednostka osadnicza w Stanach Zjednoczonych, w stanie Nowy Meksyk, siedziba administracyjna hrabstwa Mora.